# Nesoecia brasiliensis
Nesoecia brasiliensis är en insektsart som först beskrevs av Bruner, L. 1915.  Nesoecia brasiliensis ingår i släktet Nesoecia och familjen vårtbitare. Inga underarter finns listade i Catalogue of Life.